# Dorota Kołodyńska
Dorota Ewa Kołodyńska z domu Drobek – polska chemiczka, doktor habilitowana nauk chemicznych, profesor, dyrektor Instytutu Nauk Chemicznych, prorektor Uniwersytetu Marii Curie-Skłodowskiej.

## Życiorys
W 1995 ukończyła studia chemiczne na Uniwersytecie Marii Curie-Skłodowskiej, 27 stycznia 2003 obroniła pracę doktorską Badania nad separacją kompleksów pierwiastków ziem rzadkich z kwasami aminopolikarboksylowymi na anionitach (promotorka – Halina Hubicka). 5 lipca 2012 uzyskała stopień doktora habilitowanego. 1 października 2019 nadano jej tytuł profesora w zakresie nauk ścisłych i przyrodniczych.
Objęła funkcję profesora i dyrektora w Instytucie Nauk Chemicznych oraz prodziekana na Wydziale Chemii Uniwersytetu Marii Curie-Skłodowskiej. W 2020 została wybrana na prorektora ds. studentów i jakości kształcenia UMCS.
Była kierownikiem w Zakładzie Chemii Nieorganicznej na Wydziale Chemii Uniwersytetu Marii Curie-Skłodowskiej.
W 2023 została odznaczona Srebrnym Krzyżem Zasługi.